# Sponheim
Sponheim est une municipalité allemande située dans le land de Rhénanie-Palatinat et l'arrondissement de Bad Kreuznach. Elle fait partie de la commune fusionnée de Rüdesheim.

## Géographie
La commune se trouve dans la zone au nord de la rivière Nahe, au pied du Hunsrück.

## Histoire
Au haut Moyen-Âge, la région appartenait au Nahegau, un comté dans l'ouest du duché de Franconie. Le bassin de la Nahe faisait partie des territoires héréditaires de la dynastie franconienne. La famille noble des Sponheim (ou Spanheim) remonte au XIe siècle ; vers 1035, leur ancêtre Siegfried Ier († 1065) accompagna l'empereur Conrad II le Salique en campagne contre le duc Adalbéron de Carinthie et acquit donc des grands domaines dans le val Pusteria ; son petit-fils Henri IV fut nommé duc de Carinthie en 1122. Les comtes de Sponheim sont des descendants d'Étienne Ier († vers 1080), possiblement le neveu de Siegfried. En 1127, leur château de Sponheim, situé au-dessus de la commune voisine de Burgsponheim, fut mentionné pour la première fois.

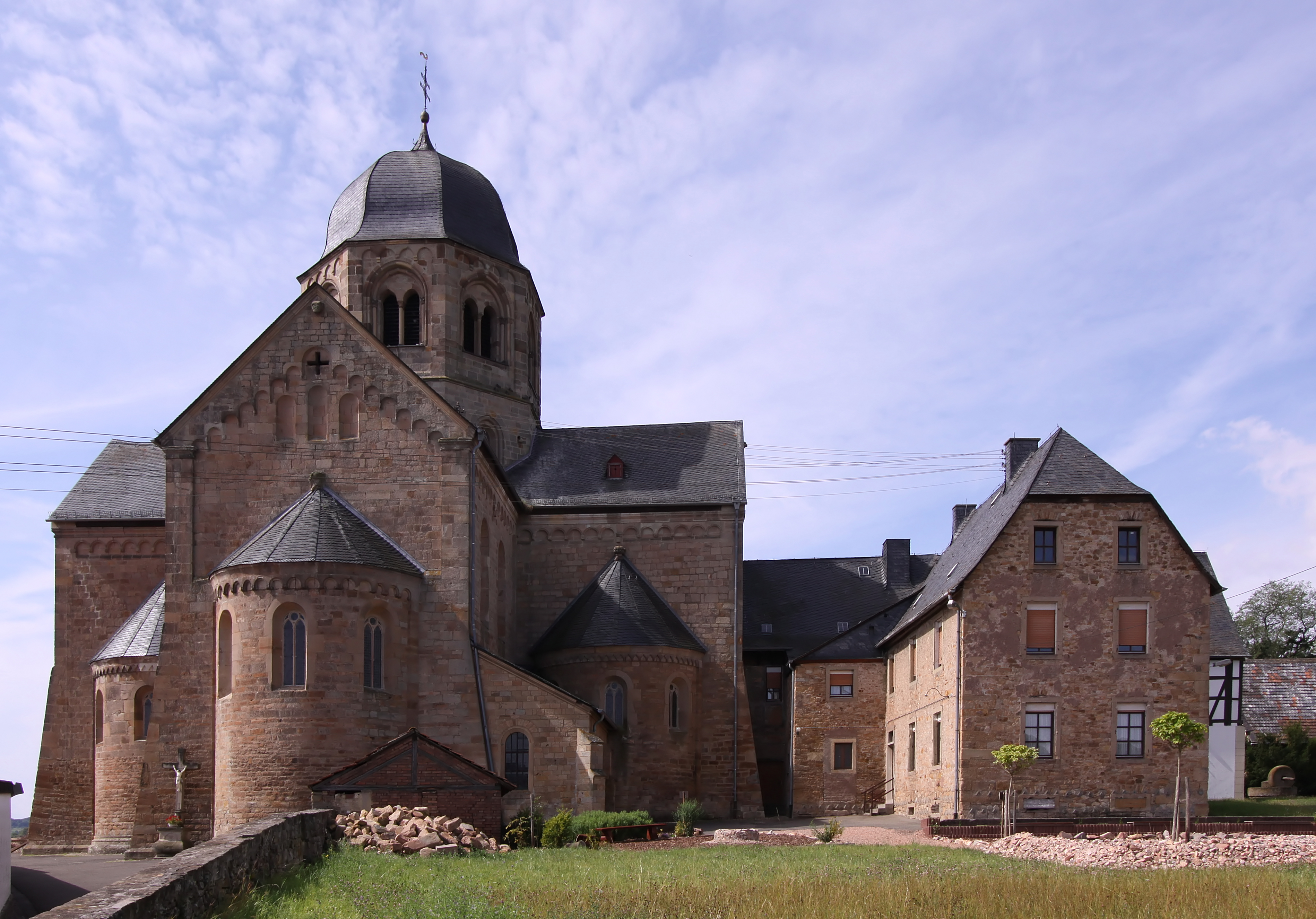
L'église du monastère.

C'était le comte Meginhard (de) († vers 1135), petit-fils d'Étienne Ier, qui en 1124 établit une abbaye bénédictine à Sponheim. Soumise au pouvoir de l'archevêque Adalbert Ier de Mayence, plusieurs moines des monastères de Saint-Alban devant Mayence et de Abbaye Saint-Jacques de Mayence y viennent. Le moine le plus célèbre de cette abbaye est sans doute l'homme de science et humaniste Johannes Trithemius (1462–1516), abbé de Sponheim à partir de 1483. Avec la Réforme protestante, le monastère fut abandonné. Une reprise à la fin du XVIIe siècle ne survit pas à l'invasion française de 1802.
En 1247, le comte Godefroy III de Sponheim a hérité des domaines de son beau-frère Henri III de Sayn ; en 1345, ses descendants ont fondé la lignée de Sayn-Wittgenstein. Partagé à plusieurs reprises, les comtes de Sponheim s'éteignent en 1437. Leurs domaines échurent aux comtes palatins du Rhin et aux margraves de Bade. Au cours de la guerre de la première coalition, en 1794, la rive gauche du Rhin fut occupée par les troupes de la République française. Jusqu'èn 1814, Sponheim appartenait au département de Rhin-et-Moselle. Par résolution du congrès de Vienne, l'année suivante, la zone faisait partie du district de Coblence au sein de la Rhénanie prussienne.